# Осипов, Алексей Сергеевич
Алексей Сергеевич Осипов (род. 12 мая 1984, Нижний Тагил, Свердловская область) — российский хоккеист, нападающий, тренер.

## Биография
Воспитанник нижнетагильского хоккея. Начинал карьеру в фарм-клубе тюменского «Газовика» (сезон 2000/01 первой лиги). Выступал в российских клубах низших лиг «Металлург» Серов (2002/03, 2008/09), «Газовик» (2002/03, 2003/04 — 2006/07, 2007/09), «Газовик-Универ» / «Газовик-СибГУФК» (2001/02 — 2007/08), «Спутник» Нижний Тагил (2003/04, 2007/08), «Саров» (2008/09), «Владимир» (2009/10), «Славутич» Смоленск (2010/11). В сезоне 2011/12 играл в команде чемпионата Казахстана «Астана», после чего завершил карьеру.
Победитель (2005) и серебряный призёр (2007) хоккейных турниров зимней Универсиады.
Тренер юношеских команд «Тюменского легиона» (2017—2022). В июле 2022 года вошёл в тренерский штаб команды МХЛ «Тюменский легион». С сезона 2023/24 по 2 ноября 2024 года — главный тренер команды. 3 ноября вошёл в тренерский штаб команды ВХЛ «Рубин».